# Élections générales espagnoles d'avril 2019 en Cantabrie
Les élections générales espagnoles d'avril 2019 (en espagnol : Elecciones generales de España de abril de 2019) se sont tenues le dimanche 28 avril 2019 afin d'élire les 350 députés et 208 des 266 sénateurs de la XIIIe législature des Cortes Generales. 5 députés sont élus en Cantabrie.

## Résultats
| Parti                  | Parti                                                   | Voix    | %     | +/-   | Sièges | +/-           |  |
| ---------------------- | ------------------------------------------------------- | ------- | ----- | ----- | ------ | ------------- |  |
|                        | Parti socialiste ouvrier espagnol (PSOE)                | 90 534  | 25,21 | 1,69  | 2      | 1             |  |
|                        | Parti populaire (PP)                                    | 77 902  | 21,69 | 19,86 | 1      | 1             |  |
|                        | Ciudadanos (Cs)                                         | 54 361  | 15,14 | 0,74  | 1      | en stagnation |  |
|                        | Parti régionaliste de Cantabrie (PRC)                   | 52 266  | 14,55 | Abs.  | 1      | 1             |  |
|                        | Vox                                                     | 40 139  | 11,18 | 10,97 | 0      | en stagnation |  |
|                        | Unidas Podemos (UP)                                     | 36 784  | 10,24 | 7,49  | 0      | 1             |  |
|                        | Parti animaliste contre la maltraitance animale (PACMA) | 3 049   | 0,85  | 0,15  | 0      | en stagnation |  |
|                        | Sièges en blanc (EB)                                    | 427     | 0,12  | 0,06  | 0      | en stagnation |  |
|                        | Recortes Cero-Grupo Verde (RC-GV)                       | 332     | 0,09  | 0,05  | 0      | en stagnation |  |
|                        | Autres partis                                           | 1 007   | 0,28  | -     | 0      | -             |  |
|                        | Vote blanc                                              | 2 303   | 0,64  | 0,09  |        |               |  |
|                        |                                                         |         |       |       |        |               |  |
| Suffrages exprimés     | Suffrages exprimés                                      | 359 104 | 98,95 |       |        |               |  |
| Votes nuls             | Votes nuls                                              | 3 806   | 1,05  |       |        |               |  |
| Total                  | Total                                                   | 362 910 | 100   | -     | 5      | en stagnation |  |
| Abstention             | Abstention                                              | 138 501 | 27,62 |       |        |               |  |
| Inscrits/Participation | Inscrits/Participation                                  | 501 411 | 72,38 |       |        |               |  |